# Cuculus canorus
El cuco, cuco común, cuclillo europeo o cuco europeo (Cuculus canorus) es una especie de ave cuculiforme de la familia Cuculidae que cría en Eurasia y el norte de África, y migra al África subsahariana y el sudeste asiático.
Los cucos comunes suelen tener el plumaje de las partes superiores y el pecho gris, el vientre y los flancos con un listado blanco y negro, aunque algunas hembras y los juveniles también pueden ser pardos en lugar de grises y presentar cierto listado en las partes superiores. El cuco debe su nombre a su característico canto, de tipo «cu cu», que se escucha con facilidad en los bosques en primavera.
Los cucos son aves insectívoras que se alimentan principalmente de orugas. Los cucos comunes practican el parasitismo de puesta. Las hembras de cuco ponen sus huevos en los nidos de otras especies de aves, aprovechando la ausencia de sus dueños. Las hembras de cuco ponen huevos de diversos patrones de color, y suelen elegir ponerlos en los nidos de la especie de pájaro cuyo patrón de color mimetizan mejor, que suele ser donde ellas mismas se criaron, lo que divide a la población de hembras de cuco en grupos denominados «gentes».

## Descripción

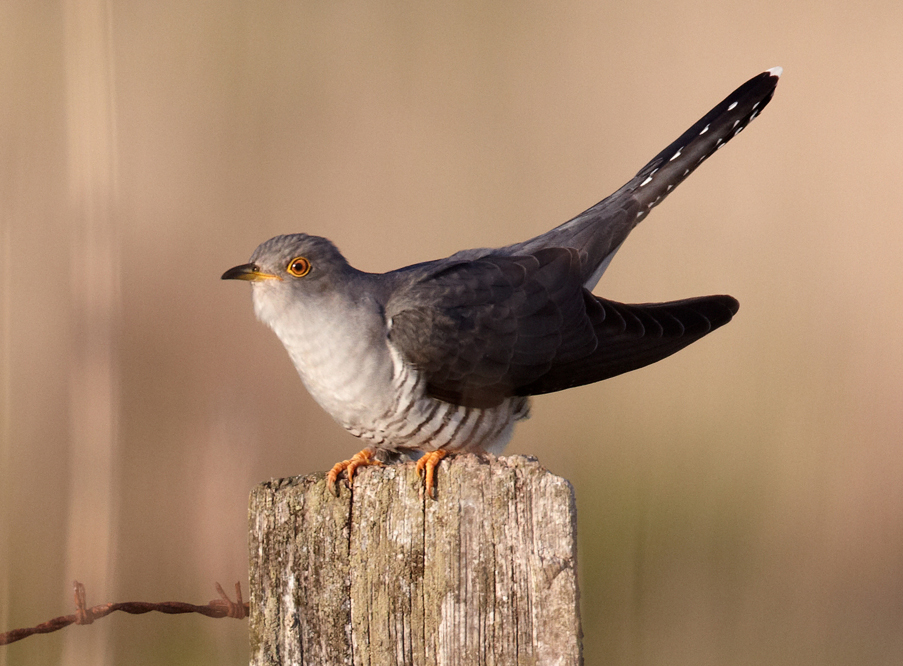
Macho posado en su postura típica.

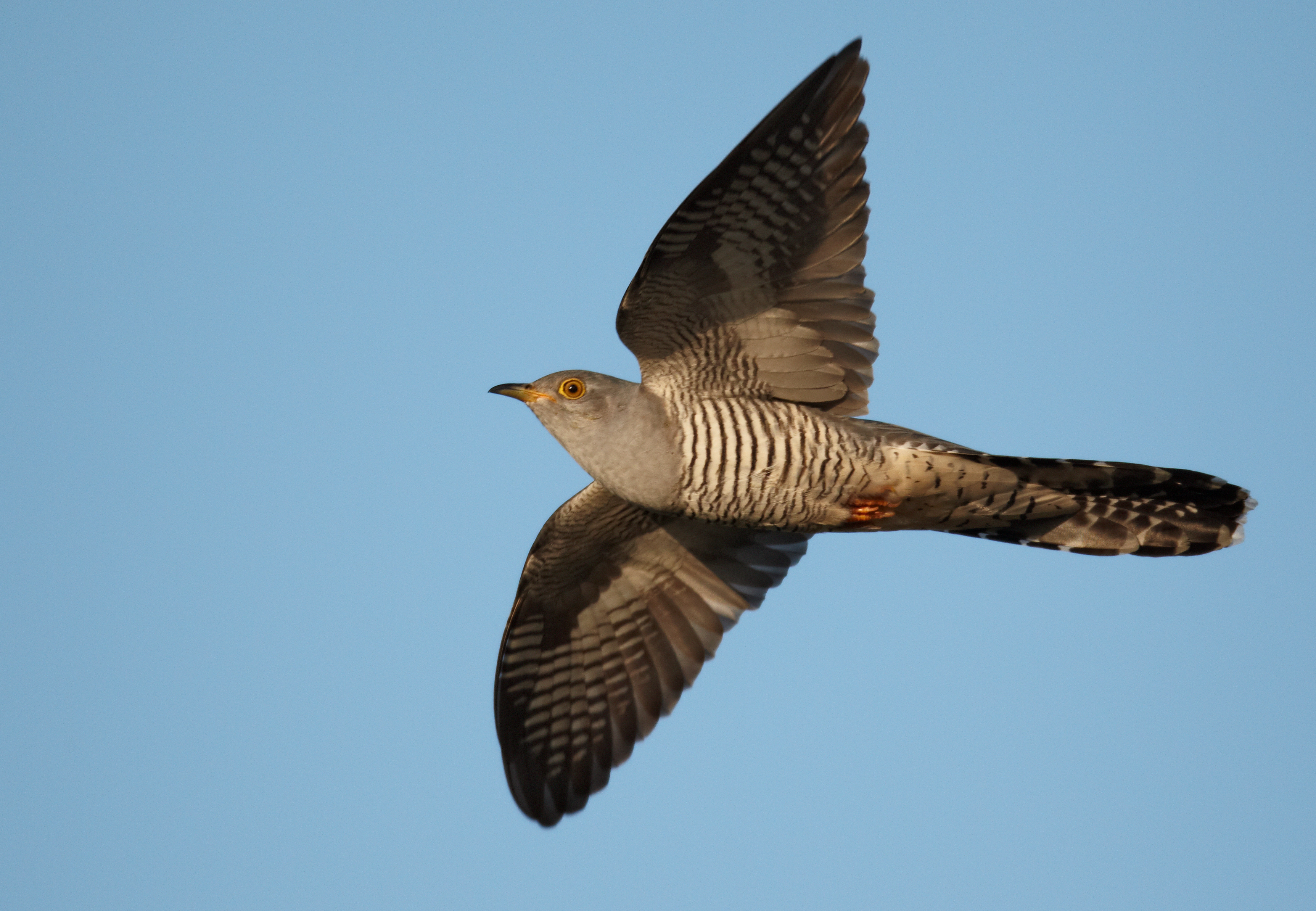
Las partes inferiores del cuco son listadas.

El cuco común mide de 32 a 34 cm de largo, de los cuales entre 13 y 15 cm corresponden a su larga cola, y tienen una envergadura alar de 55 a 60 cm.
Los cucos se caracterizan por sus patas cortas. Como su plumaje es grisáceo y listado en las partes inferiores y tiene un cuerpo esbelto, en vuelo puede confundirse con un gavilán, aunque al batir las alas no las levanta por encima del cuerpo como las rapaces. Durante la época de cría los cucos suelen posarse en una postura característica, con las alas caídas y la cola alzada, en oteaderos al descubierto. Los machos pesan alrededor de 130 g y las hembras alrededor de 110 g. Todos los machos adultos tienen las partes superiores de color gris, que se extiende por la cabeza y cuello hasta la parte superior del pecho, y el resto de partes inferiores son blancas con listado oscuro. Los cucos presentan el iris, el anillo ocular, la base del pico y las patas amarillos. Las hembras suelen ser similares a los machos, grisáceas aunque con una banda rojiza alrededor del cuello, pero también existe entre las hembras adultas un morfo castaño rojizo listado, que es más frecuente en los juveniles. Las hembras grises a veces tienen un moteado castaño en las coberteras y rémiges secundarias. Las hembras adultas del morfo castaño tienen las partes superiores con fondo castaño rojizo y un listado oscuro (gris oscuro o negro). En este barrado las rayas negras son más estrechas que las bandas castañas, al contrario que los juveniles castaños donde las listas oscuras son más anchas.
Los cucos comunes en su primer otoño tienen varios plumajes distintos. Algunos tienen las partes superiores con un denso listado castaño rojizo o pardo negruzco, mientras que otros las tienen de color gris liso. Los individuos castaños y pardos tienen las partes superiores con un denso listado y algunas plumas terminadas en crema blanquecino. Todos tienen los bordes blanquecinos en las coberteras superiores de las alas hasta las primarias. Las secundarias y las coberteras mayores tienen listas o moteado castaño. En primavera, los cucos que nacieron el año anterior mantienen el listado en las coberteras y rémiges secundarias. Las características más obvias para identificar a los juveniles del cuco común es la mancha blanca de la nuca y los bordes blancos de sus plumas.
Los cucos comunes mudan su plumaje dos veces al año. Tienen una muda parcial en verano y una completa en invierno. El cuco común tiene un aspecto muy similar al cuco de Horsfield, aunque este último tiene las alas ligeramente más cortas y un canto distinto.

## Taxonomía y etimología
El cuco común es la especie tipo del género Cuculus y la familia Cuculidae, pertenecientes al orden cuculiformes. Los cuculiformes son aves de tamaño mediano, con plumajes discretos y largas colas que tienen patas con dedos zigodáctilos (dos dirigidos hacia delante y dos hacia atrás). Los miembros de la familia Cuculidae suelen caracterizarse por poner sus huevos en los nidos de otras especies, aunque no todos lo hacen.
El cuco fue descrito científicamente por Carlos Linneo en 1758 en la décima edición de su obra Systema naturae, con su nombre científico actual. Se reconocen cuatro subespecies de cuco común:
- C. c. canorus Linnaeus, 1758 - se extiende por el norte desde Europa y Oriente Medio hasta el Extremo Oriente;
- C. c. bangsi Oberholser, 1919 - ocupa la península ibérica, las islas Baleares y el noroeste de África;
- C. c. subtelephonus Zarudny, 1914 - presente de Turkmenistán al sur Mongolia;
- C. c. bakeri Hartert, 1912 - se extiende desde el norte de la India por China hasta el noroeste de Tailandia.

El nombre de su género, Cuculus, es la palabra latina que significa «cuco», y es de origen onomatopéyico por el cu cu de su canto, y también es de donde procede su nombre común en español. El nombre de su especie también es de etimología latina, canorus en ese idioma significa «melodioso», y deriva del verbo canō «cantar».

## Distribución y hábitat
En verano el cuco se extiende por la mayor parte de Eurasia donde cría, y en invierno migra al África subsahariana y el sudeste asiático, además de Ceilán. Los cucos llegan a Europa en abril y la abandonan en septiembre.
Habita en zonas boscosas abiertas, sotos, zonas de abundante vegetación, campos de cultivo y lugares abiertos con orlas arboladas en las cercanías.

## Comportamiento
Es un ave de hábitos solitarios, que tiene dos características que la hacen muy singular: la primera su inconfundible canto "cu cu", y la segunda, por la de poner sus huevos en nido ajeno. El comportamiento de los pollos del cuco (expulsando del nido a los huevos y los polluelos de su anfitrión) fue documentado por primera vez en 1778 por el médico inglés descubridor de la vacuna contra la viruela Edward Jenner.

### Alimentación
Los cucos comunes son principalmente insectívoros, se alimentan especialmente de orugas, que son desagradables para muchas aves. Ocasionalmente también comen huevos y polluelos de otras aves.

### Reproducción

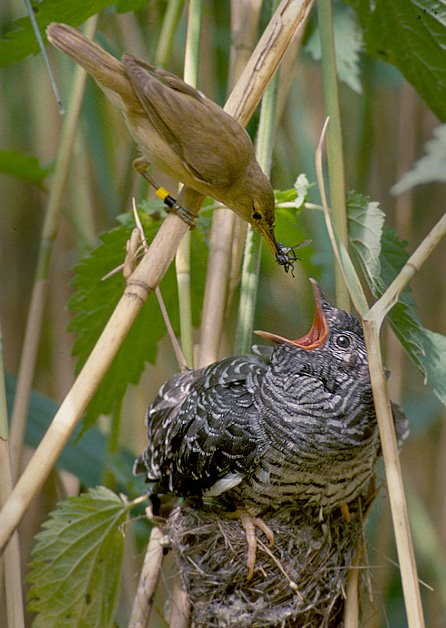
Un carricero alimentando una cría de cuco.

La hembra del cuco deposita un solo huevo en el nido de otras aves, normalmente de pequeñas aves insectívoras, casi 300 especies distintas. Tras la eclosión de los huevos el cuco recién nacido se deshace o bien de los huevos si no han eclosionado o bien de los pequeños polluelos de la especie parasitada. La hembra del cuco se lleva un huevo de la otra especie de ave y lo sustituye con uno de los suyos. Al nacer si hay más de 2 crías de cuco, pelean y la más fuerte tira a la otra del nido, de esa manera, solamente quedará un polluelo que alimentar. Los padres alimentan al polluelo hasta que crece a más del doble de su tamaño, hasta que finalmente, se va.

#### Mimetismo de los huevos

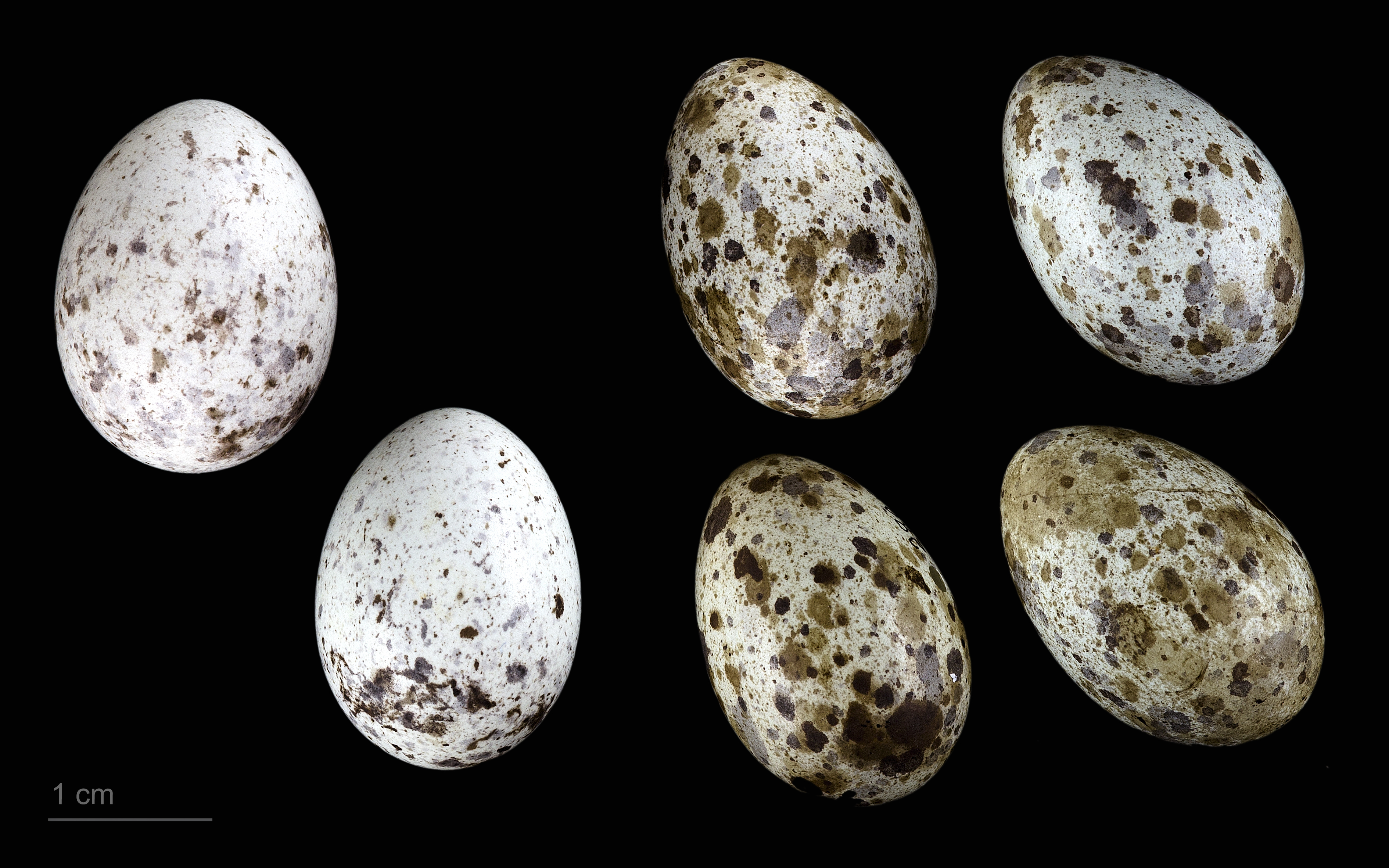
Cuculus canorus canorus en un nido de Acrocephalus arundinaceus - MHNT

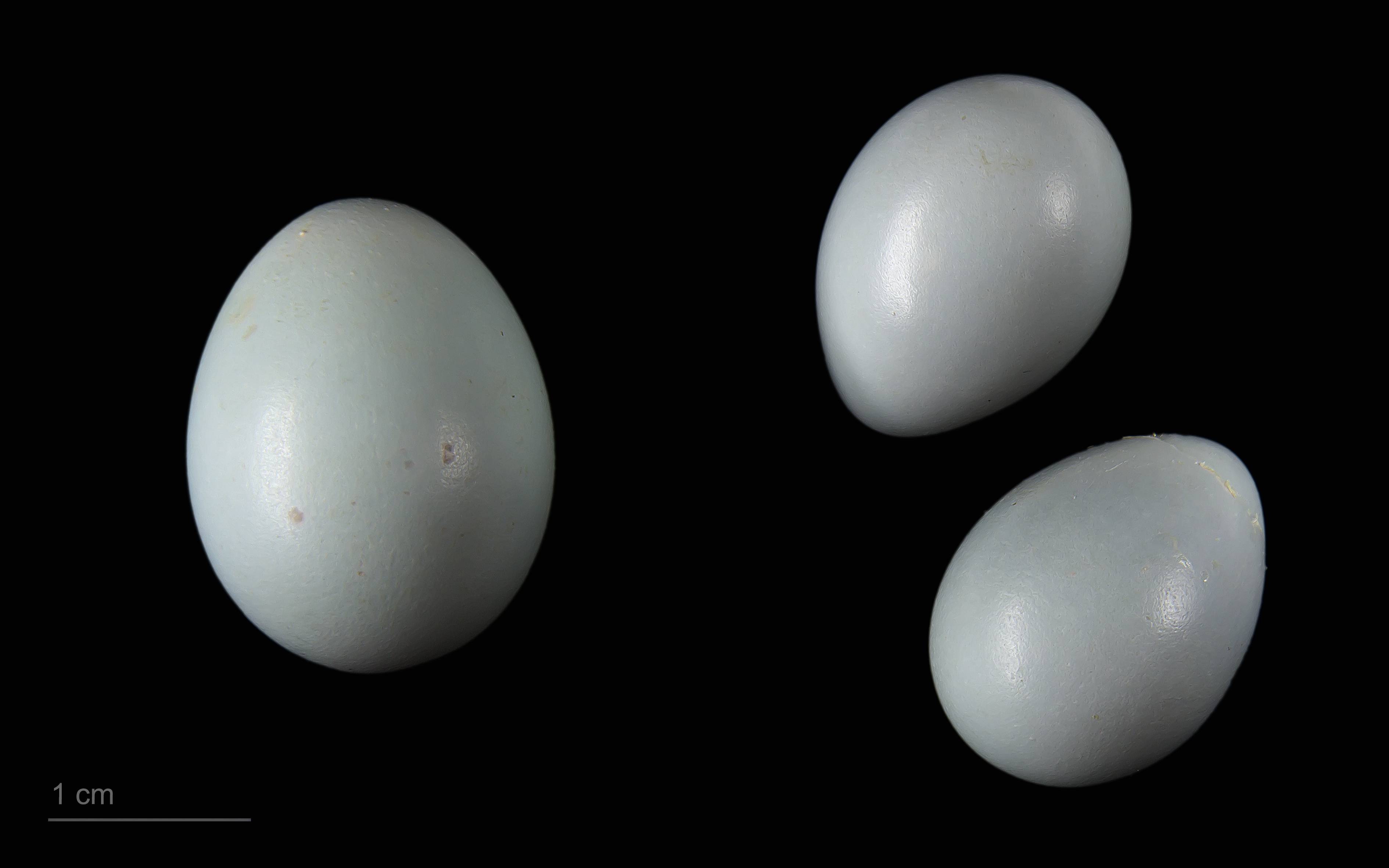
Cuculus canorus bangsi en un nido de Phoenicurus moussieri - MHNT

Se han registrado más de cien especies que son hospedadoras de los huevos del cuco. El bisbita común, acentor común y el carricero común son sus hospedadores más frecuentes en el norte de Europa. La curruca mosquitera, el bisbita común, la lavandera blanca y el petirrojo son los huéspedes más comunes en Europa central. En Finlandia parasita principalmente al pinzón real y al colirrojo real; y en Hungría lo es el carricero tordal, y en la península ibérica también son los carriceros y los bisbitas los más parasitados.
Las hembras de cuco se dividen en gentes, grupos de hembras que prefieren el nido de una especie de huésped en particular para poner sus huevos, parasita a la especie con la que coincide en color y patrón de manchas. Los análisis del ADN mitocondrial indican que cada gens procede ancestros independientes debido a la especialización en parasitar a diferentes hospedadores. Una hipótesis para la herencia de este mimetismo de los huevos con los de múltiples especies es que este rasgo solo se hereda por vía materna, lo que implica que se porta en el cromosoma que determina el sexo W (las aves hembras son ZW, y los machos ZZ). Los machos de cucos se cruzan con las hembras sin reparar en su gens. Esto resulta en un flujo de genes entre gentes y mantiene un pool génico común para la especie (excepto los genes sobre el cromosoma W). Un estudio genético de las gentes apoya esta hipótesis al encontrarse en significativas diferencias el ADN mitocondrial, pero no en el ADN microsatélite. Una segunda hipótesis para la herencia de este rasgo es que los genes que controlan las características de los huevos son porados por los autosomas más que solo por el cromosoma W. Otro análisis genético sobre gentes simpátricas apoya esta segunda propuesta al encontrar una significativa diferenciación genética tando en el ADN microsatélite como en el mitocondrial. Al parecer los machos de cuco no contribuirían al mantenimiento de las gentes, considerando su tendencia a aparearse con varias hembras y producir crías albergadas por más de una especie huésped. Sin embargo, se ha descubierto que solo el nueve por ciento de las crías se crían fuera de los nidos de la especie huésped que se supone del padre. Por ello tanto los machos como las hembras podrían contribuir al mantenimiento del polimorfismo del mimetismo de los huevos del cuco. Hay que destacar que la mayoría de las especies de cucos no parásitos ponen huevos blancos, como la mayoría de las aves no paseriformes y que no anidan en el suelo.

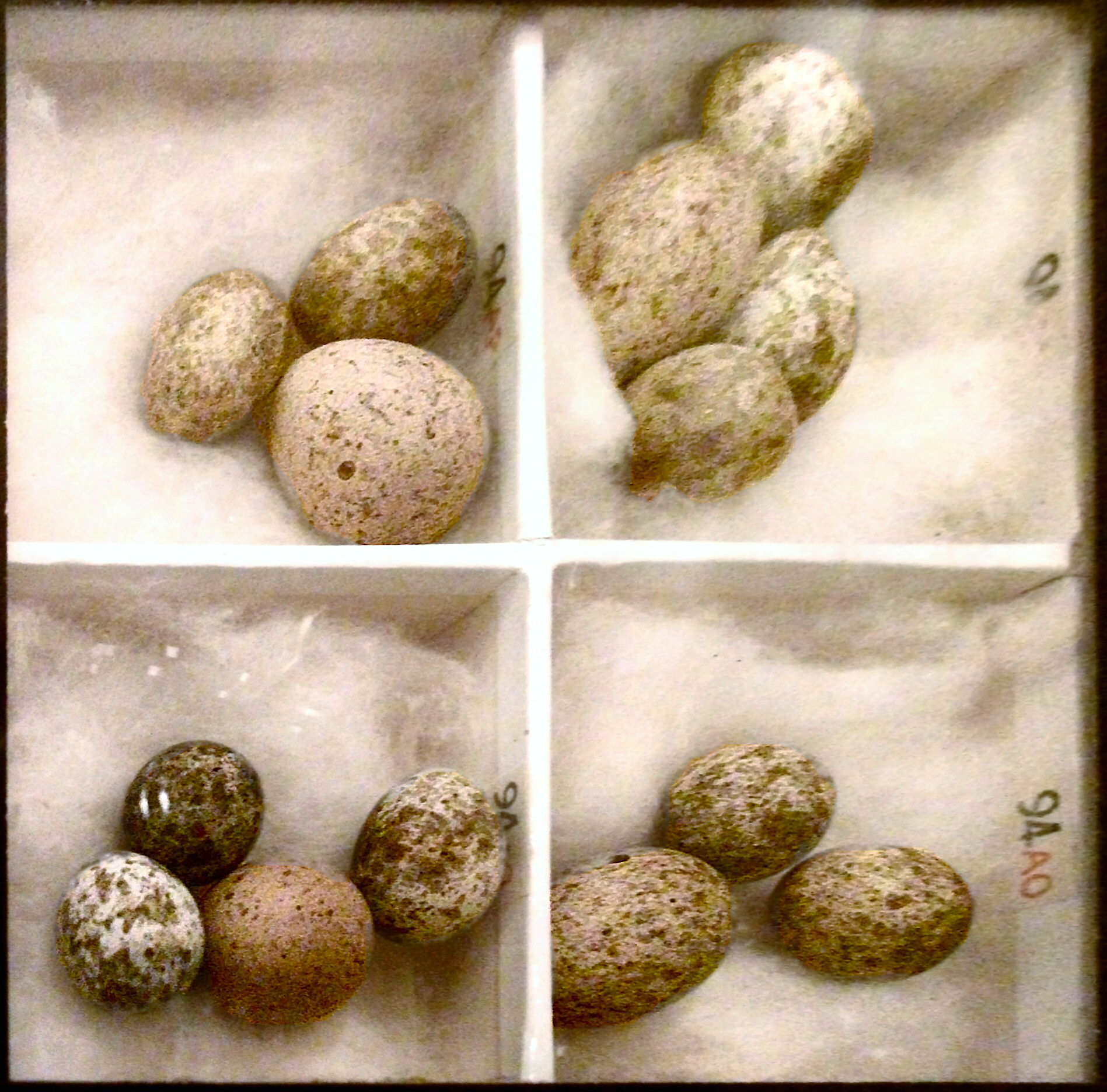
Nidadas de huevos de carricero común con huevos de cuco.

Como el cuco común evoluciona para poner huevos que imitan cada vez mejor los huevos del huésped, a su vez las especies hospedadoras se adaptan para poder distinguirlos. Un estudio sobre 248 cucos comunes y los huevos de hospedadores demostró que las hembras de cuco que parasitan los nidos de petirrojo ponen huevos que casan mejor que los de aquellas que se usaban a los acentores comunes. Se usó la espectroscopía para modelizar como ven las especies hospedadoras los huevos de cuco. Los cucos que tienen como objetivo los huevos de acentor ponen huevos blancos con motas pardas, en contraste con los huevos del propio acentor que son azules. La teoría sugiere que los petirrojos llevan más tiempo siendo parasitados por los cucos, por lo que han evolucionado para distinguir sus huevos mejor que los acentores.
Se realizó un estudio sobre 90 nidos de carricero común en Hungría central. Se observó una frecuencia inusualmente alta de parasitismo por parte de los cucos comunes, con el 64% de los nidos parasitados. Del total de nidos parasitados, el 64% contenían un huevo de cuco, el 23% tenían dos, y el 10% tenían tres y el 3% tenían cuatro huevos de cuco. En total el 58% de los huevos de cuco se habían puesto en nidos parasitado múltiples veces. Cuando una hembra pone huevos en un nido ya parasitado, se lleva un huevo al azar, y no muestra discriminación entre los del carricero o los de otros cucos. Se observó que los huevos cercanos a los posaderos de los cucos son más vulnerables. Los nidos parasitados múltiples veces eran los que estaban más cerca de los puntos de observación, y que los no parasitados eran los que estaban más lejos. Casi todos los nidos situados en la vecindad próxima a los puntos de observación estaban parasitados. Los nidos más visibles tienen más probabilidad de ser elegidos por los cucos comunes. Las hembras de los cucos usan sus posateros para observar a sus potenciales huéspedes y localizar los nidos más visibles mientras están en periodo de puesta.
Los carriceros responden a la presencia de huevos de cuco de forma variada: el 66% los acepta, el 12% los expulsa del nido, el 20% abandona el nido completo y el 2% entierra los huevos. El 28% de los huevos de cuco se describieron como «casi perfectos» en su mimetismo con los huevos del hospedador, y los carriceros rechazaron con más frecuencia a los que mostraban un mimetismo pobre. El grado de mimetismo hacía difícil la diferenciación tanto para los carriceros como para los observadores.
El huevo de cuco mide alrededor de 22x16 mm y pesa unos 3,2 g, de los cuales el 7% corresponde a la cáscara. Las investigaciones han demostrado que la hembra de cuco puede retener el huevo en su interior hasta 24 horas antes de ponerlo en el nido del hospedador. Esto significa que el polluelo de cuco puede eclosionar antes que los del huésped, y así puede sacar del nido antes de que hayan eclosionado. Los científicos incubaron huevos de cuco común durante 24 horas a la temperatura del cuerpo del ave, 40 °C, y examinaron los embriones, descubriendo que estaban mucho más avanzados que los de otras especies estudiadas. La idea de una «incubación interna» fue propuesta por primera vez en 1802 y los recolectores de huevos del siglo XIX informaron que los embriones de cuco estaban más avanzados que los de la especie hospedadora.

### Mimetismo de los adultos

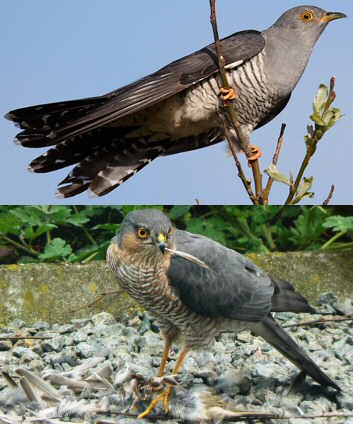
El cuco adulto se parece a un gavilán, lo que da más tiempo a las hembras para parasitar nidos.

En un estudio realizado con cucos disecados se descubrió que los pájaros pequeños tenían tendencia a alejarse a los cucos que tenían las partes inferiores más listadas y parecidas a los gavilanes, su depredador. Los carriceros se mostraban más agresivos con los cucos que tenían menos aspecto de gavilán, lo que significa que el parecido ayudaba a los cucos a tener mejor acceso a los nidos de los huéspedes potenciales. Otros pájaros pequeños como los carboneros y los herrerillos se mostraban alarmados y evitaban acercarse a los comederos en los que veían a los gavilanes o los cucos disecados cerca. Todo ello implica que el mimetismo del cuco con los gavilanes les sirve para reducir los ataques de las rapaces o para facilitar su parasitismo de puesta.
Los huéspedes atacan más a los cucos cuando ven a los vecinos acosándolos. La existencia de dos tipos de plumajes en las hembras podría deberse a la selección por frecuencia, si este aprendizaje se aplica solo al morfo que ve atacar a sus vecinos. En un experimento con cucos señuelo de ambos morfos y un gavilán, los carriceros atacaban con mayor frecuencia a ambos morfos de cucos que al gavilán, e incluso se incrementaba el acoso a uno de los morfos cuando veían a los vecinos acosarlo, lo que haría descender el éxito reproductivo de ese morfo aumentando así el del morfo menos frecuente.

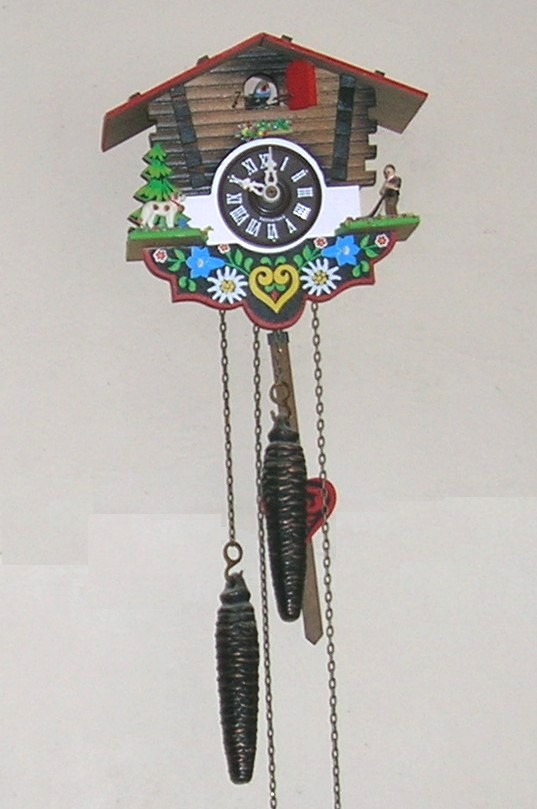
Los relojes de cuco son típicos del folklore europeo.

## En la cultura
Aristóteles menciona la leyenda de que los cucos en invierno se convertían en gavilanes, que también aparece en la Historia natural de Plinio el Viejo. La leyenda combinaba la explicación de la desaparición de Europa de los cucos tras el verano con el parecido de ambas especies. Aristóteles rechazó esta creencia en su Historia de los animales afirmando que los cucos no tenían las características de las rapaces como garras o picos en forma de gancho.
Tradicionalmente en Europa, se creía que el canto del cuco común anunciaba la llegada de la primavera. Muchas tradiciones y leyendas locales se basan en esta creencia. En Escocia existen varias Gowk stanes (piedras de los cucos), monolitos al borde de los caminos asociados con la llegada de los primeros cucos en primavera.
En Centroeuropa tradicionalmente se construían los populares relojes de cuco, relojes de péndulo que anuncian las horas con la salida de una pequeña ave mecánica, que mediante un mecanismo de fuelle imita el canto del cuco.